# Extracelular
El término extracelular significa "fuera de la célula" y es utilizado en biología celular, biología molecular y campos relacionados. Se refiere al compartimento ubicado fuera de las membranas plasmáticas y que está ocupado por fluido extracelular en la matriz extracelular. El término se utiliza en contraste con intracelular (dentro de la célula). 

Según el proyecto Gene Ontology (GO), el espacio extracelular es un componente celular definido como:
"La parte de un organismo multicelular fuera de las células propiamente dichas, que generalmente se considera que está fuera de las membranas plasmáticas y está ocupada por el fluido. Para los organismos multicelulares, el espacio extracelular se refiere a todo lo que está fuera de una célula, pero aún dentro del organismo (excluyendo la matriz extracelular). Los productos genéticos de un organismo multicelular que se secretan de una célula al fluido intersticial o sangre, por lo tanto, pueden anotarse en este término". 

## Composición
La composición química extracelular incluye metabolitos, iones, proteínas y sustancias no proteicas (por ejemplo, hormonas ADN, ARN, lípidos, productos microbianos) que podrían afectar la función celular.
Las hormonas, los factores de crecimiento, las citoquinas y las quimiocinas actúan al viajar dentro del espacio extracelular hacia los receptores bioquímicos presentes en las células.
Otras proteínas que son activas fuera de la célula son varias enzimas, incluidas las enzimas digestivas (tripsina, pepsina), proteinasas extracelulares (metaloproteinasas de matriz, ADAMTS, catepsinas) y enzimas antioxidantes (superóxido dismutasa extracelular). A menudo, las proteínas presentes en el medio extracelular se almacenan fuera de las células al unirse a varios componentes de la matriz extracelular (colágenos, proteoglicanos, etc.). Además, los productos proteolíticos de la matriz extracelular también están presentes en el espacio extracelular, especialmente en tejidos sometidos a remodelación.